# Dryomyza maculipes
Dryomyza maculipes är en tvåvingeart som beskrevs av Walker 1861. Dryomyza maculipes ingår i släktet Dryomyza och familjen buskflugor. Inga underarter finns listade i Catalogue of Life.